# Trebellianus
Trebellianus war einer der sogenannten Dreißig Tyrannen in der Historia Augusta und angeblich Gegenkaiser zu Gallienus. Er gilt, wie manch anderer Usurpator in der Zeit der Reichskrise des 3. Jahrhunderts, als nicht historisch.

Trebellianus soll unter der Alleinherrschaft des Gallienus (260–268) in Isaurien im Süden Kleinasiens zum Imperator ausgerufen, aber von Gallienus besiegt und getötet worden sein. Alle Angaben sind offenbar fiktiv. Münzen, die der Usurpator geprägt haben soll, sind bisher nicht gefunden worden.
Trebellianus wird außer in der Historia Augusta nur bei Eutrop erwähnt. Man nimmt heute an, dass Trebellianus entweder nicht existiert hat oder kein Usurpator war. Auch eine Verwechslung mit Regalianus wird nicht ausgeschlossen.